# 燎原镇 (桐梓县)
燎原镇，是中华人民共和国贵州省遵义市桐梓县下辖的一个乡镇级行政单位。

## 行政区划
燎原镇下辖以下地区：
大关村、油草村、山层村、田坝村、花园村、黎思村和罗桥村。